# Trichaphodius paradivisus
Trichaphodius paradivisus är en skalbaggsart som beskrevs av Vladimir Balthasar 1960. Trichaphodius paradivisus ingår i släktet Trichaphodius och familjen Aphodiidae. Inga underarter finns listade i Catalogue of Life.